# William Rarita
William Rarita (21. března 1907 – 8. července 1999) byl americký teoretický fyzik narozený v Bordeaux ve Francii, pracující zejména v oblastech částicové fyziky, jaderné fyziky a relativistické kvantové mechaniky.
Nejvíce známa je jeho práce na formulaci Raritovy-Schwingerovy rovnice. Tato kvantověmechanická rovnice se používá pro popis částic, v tomto případě fermionů, se spinem 3/2 na rozdíl od částic se spinem 1/2.
32 let vyučoval fyziku na Brooklyn College. Poté přešel jako výzkumný pracovník teoretické skupiny na Lawrence Berkeley National Laboratory, zde pracoval až do svého odchodu do penze v roce 1996. Rovněž působil jako hostující vědec v Evropské organizaci pro jaderný výzkum. Spolupracoval s Hermanem Feshbachem a Julianem Schwingerem.
Zemřel ve věku 92 let v Berkeley.